# Francuski kalendarz rewolucyjny

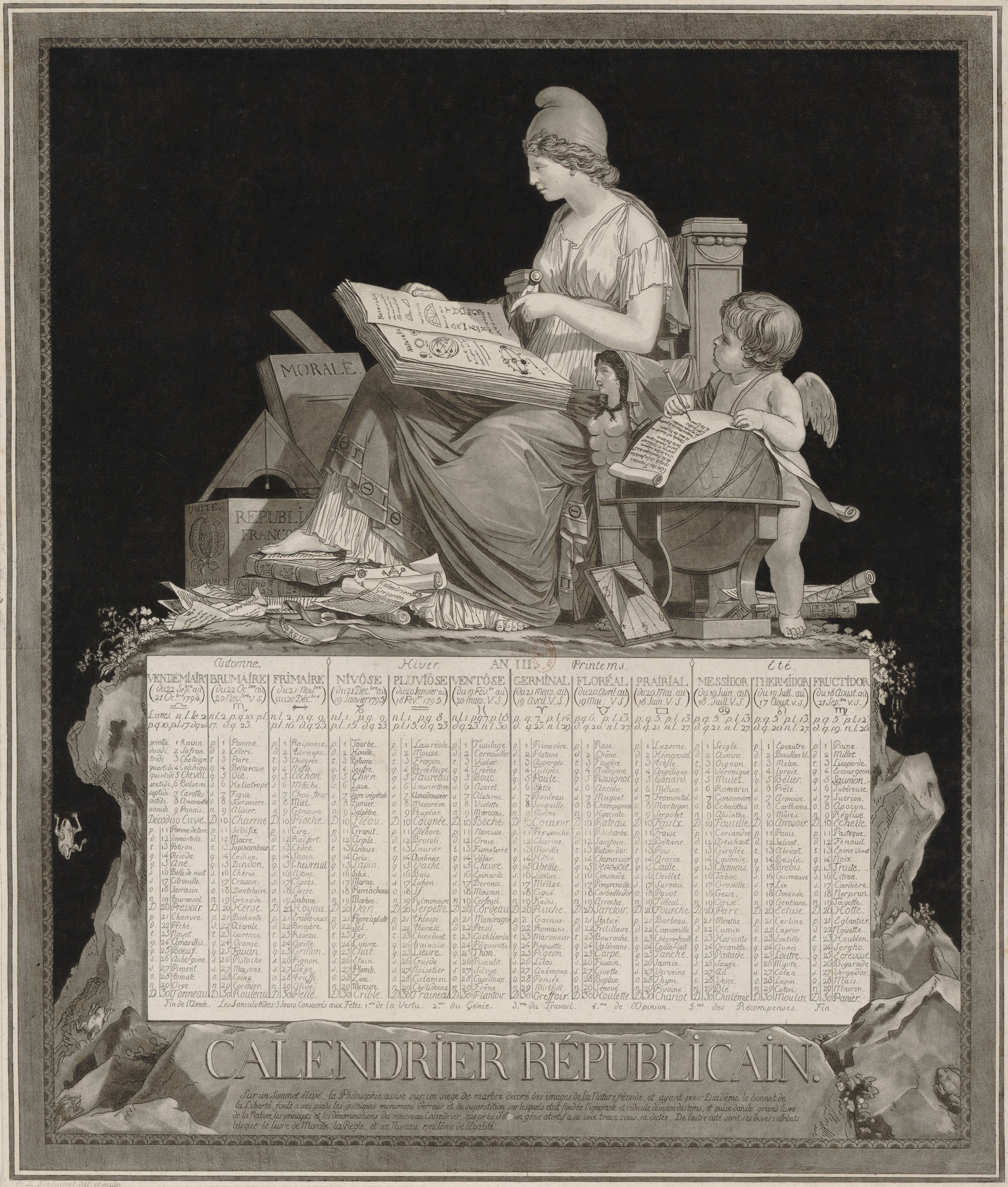
Francuski kalendarz rewolucyjny na rok II (1793-1794)

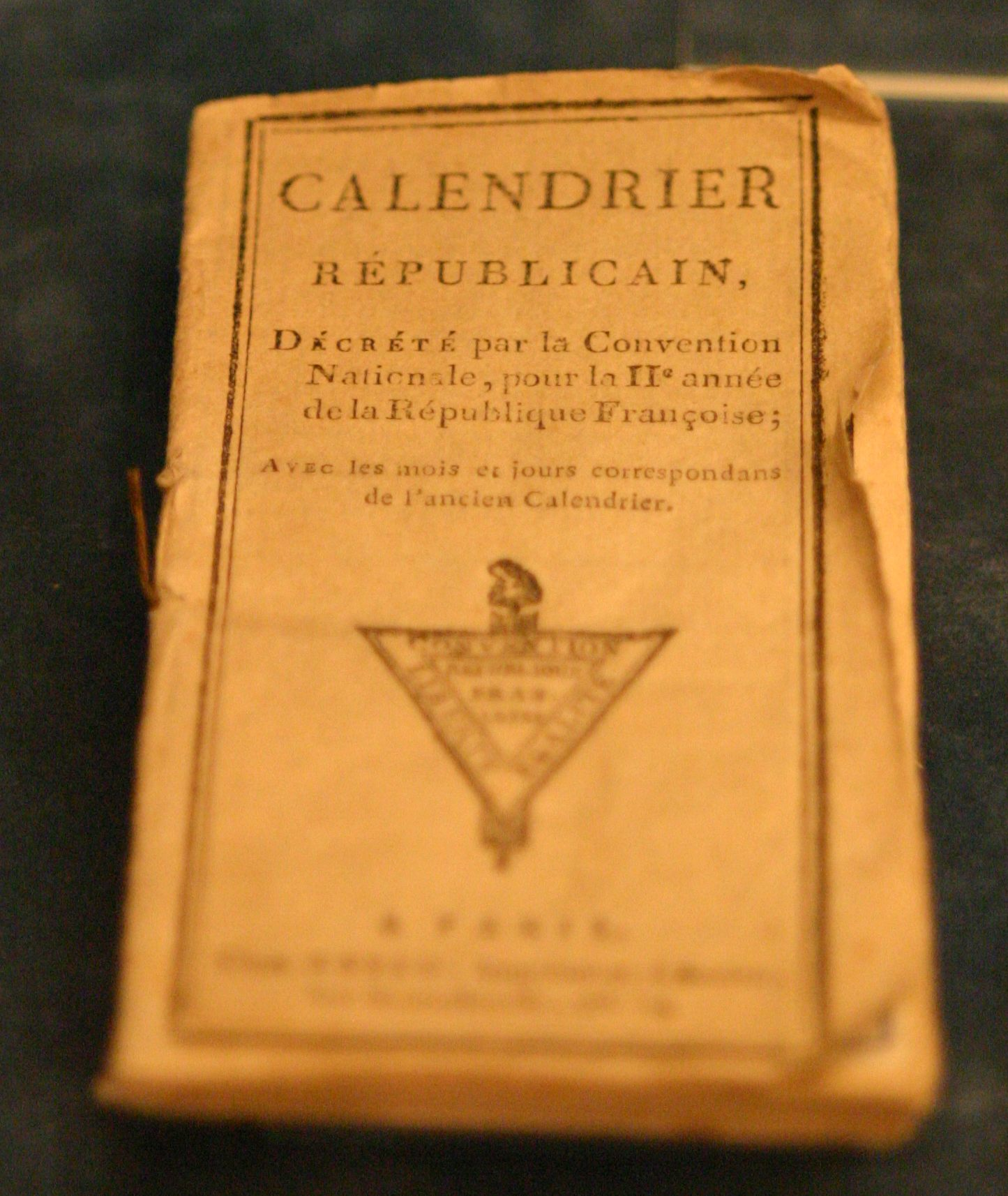
Pierwszy egzemplarz francuskiego kalendarza rewolucyjnego

Francuski kalendarz rewolucyjny, wł. francuski kalendarz republikański (fr. calendrier républicain, calendrier révolutionnaire français) – kalendarz wprowadzony 5 października 1793 (14 vendémiaire roku II) przez Konwent republikański w rewolucyjnej Francji. Obszerną instrukcję uzupełniającą wydano 24 listopada 1793 (4 frimaire roku II). Napoleon Bonaparte 9 września 1805 (22 fructidor roku XIII) podpisał akt prawny przywracający kalendarz gregoriański od 1 stycznia 1806 (11 nivôse roku XIV). Wprowadzony jeszcze, ale na krótko w 1871 przez Komunę Paryską (miesiące germinal i floréal roku LXXIX). Projekt kalendarza opracował Gilbert Romme, a nazwy miesięcy i dni wymyślił poeta Philippe Fabre d’Églantine. Era chrześcijańska zastąpiona została erą republikańską.
Lata liczono od 22 września 1792, daty ustanowienia pierwszej republiki francuskiej. Co czwarty rok miał być przestępnym, ale w praktyce starano się utrzymać początek roku w dniu równonocy jesiennej. Długość roku pozostała ta sama co w kalendarzu gregoriańskim. Rok zawierał 12 miesięcy po 30 dni oraz 5 (6 w latach przestępnych) dodatkowych dni świątecznych, tak zwanych Dni Sankiulotów (les Sans-cullotides). Czteroletni cykl nazwano francjadą (le franciade) na wzór olimpiady. Rok przestępny był trzecim rokiem francjady (zatem rok III, VII i XI), dodatkowy dzień przypadał 22 września 1795 i 1799 oraz 23 września 1803.
Na miejsce świąt kościelnych wprowadzono święta narodowe z dniem zdobycia Bastylii jako najważniejszym. Każdy dzień w roku został nazwany na cześć zwierząt, roślin, narzędzi pracy, minerałów czy też zjawisk.
Podstawą kalendarza był almanach napisany w 1788 przez Pierre Sylvain Maréchala pt. Kalendarz dzielnych ludzi (fr. Almanach des Honnêtes Gens).

## Dni dekady
Miesiąc, zamiast na tygodnie, podzielono na 3 dekady – po 10 dni. Każdy z dziesięciu dni nazywany był po prostu liczebnikami porządkowymi:
- primidi (pierwszy dzień),
- duodi (drugi dzień),
- tridi (trzeci dzień),
- quartidi (czwarty dzień),
- quintidi (piąty dzień),
- sextidi (szósty dzień),
- septidi (siódmy dzień),
- octidi (ósmy dzień),
- nonidi (dziewiąty dzień)
- décadi (dziesiąty dzień).

Dziesiąty dzień był świętem. 8 kwietnia 1802 (18 germinal roku X) zniesiono podział na dekady jako uciążliwy dla społeczeństwa, przywracając tygodnie.
Planowany był także podział doby na 10 godzin, godziny na 100 minut po 100 sekund. Nowa godzina liczyłaby 144 dawne minuty, nowa minuta 86,4 dawnych sekund zaś nowa sekunda 0,864 dawnej. Art. 22 dekretu o miarach i wagach z 7 kwietnia 1795 (18 germinal roku III) zawiesił tę zmianę na czas nieokreślony.

## Miesiące
Jesień (nazwy miesięcy kończą się na -aire):
- vendémiaire (od łacińskiego vindemia – pl. winobranie) – od 22 września do 21 października
- brumaire (od francuskiego brume – pl. gęsta mgła) – od 22 października do 20 listopada
- frimaire (od francuskiego frimas – pl. mróz) – od 21 listopada do 20 grudnia

Zima (nazwy miesięcy kończą się na -ôse):
- nivôse (od łacińskiego nivosus – pl. śnieżny) – od 21 grudnia do 19 stycznia
- pluviôse (od łacińskiego pluviosus – pl. deszczowy) – od 20 stycznia do 18 lutego
- ventôse (od łacińskiego ventosus – pl. wietrzny) – od 19 lutego do 20 marca

Wiosna (nazwy miesięcy kończą się na -al):
- germinal (od łacińskiego germen – pl. kiełek) – od 21 marca do 19 kwietnia
- floréal (od łacińskiego flos – pl. kwiat) – od 20 kwietnia do 19 maja
- prairial (od francuskiego prairie – pl. łąka) – od 20 maja do 18 czerwca

Lato (nazwy miesięcy kończą się na -dor):
- messidor (od łacińskiego messis – pl. żniwa) – od 19 czerwca do 18 lipca
- thermidor (od greckiego thermos – pl. gorący) – od 19 lipca do 17 sierpnia
- fructidor (od łacińskiego fructus – pl. owoce) – od 18 sierpnia do 16 września

## Nazwy dni

### Jesień
Vendémiaire
1. Winorośl (Raisin) – 22 września
2. Szafran uprawny (Safran) – 23 września
3. Kasztan jadalny (Châtaigne) – 24 września
4. Szafran (Colchique) – 25 września
5. Koń (Cheval) – 26 września
6. Niecierpek (Balsamine) – 27 września
7. Marchew zwyczajna (Carotte) – 28 września
8. Szarłat (Amarante) – 29 września
9. Pasternak zwyczajny (Panais) – 30 września
10. Beczka (Cuve) – 1 października
11. Ziemniak (Pomme de terre) – 2 października
12. Kocanki (Immortelle) – 3 października
13. Dynia olbrzymia (Potiron) – 4 października
14. Rezeda (Réséda) – 5 października
15. Osioł (Âne) – 6 października
16. Dziwaczek jalapa (Belle de nuit) – 7 października
17. Dynia (Citrouille) – 8 października
18. Gryka (Sarrasin) – 9 października
19. Słonecznik (Tournesol) – 10 października
20. Prasa do owoców (Pressoir) – 11 października
21. Konopie siewne (Chanvre) – 12 października
22. Brzoskwinia (Pêche) – 13 października
23. Rzepa (Navet) – 14 października
24. Lilia (Amaryllis) – 15 października
25. Bydło (Bœuf) – 16 października
26. Psianka podłużna (Aubergine) – 17 października
27. Papryka (Piment) – 18 października
28. Pomidor (Tomate) – 19 października
29. Jęczmień (Orge) – 20 października
30. Baryłka (Tonneau) – 21 października

Brumaire
1. Jabłoń (Pomme) – 22 października
2. Selery zwyczajne (Céleri) – 23 października
3. Grusza (Poire) – 24 października
4. Burak zwyczajny (Betterave) – 25 października
5. Gęsi (Oie) – 26 października
6. Heliotrop (Héliotrope) – 27 października
7. Figowiec pospolity (Figue) – 28 października
8. Wężymord (Scorsonère) – 29 października
9. Jarząb mączny (Alisier) – 30 października
10. Pług (Charrue) – 31 października
11. Kozibród (Salsifis) – 1 listopada
12. Kotewka orzech wodny (Mâcre) – 2 listopada
13. Słonecznik bulwiasty (Topinambour) – 3 listopada
14. Cykoria endywia (Endive) – 4 listopada
15. Indyk zwyczajny (Dindon) – 5 listopada
16. Marek (Chervis) – 6 listopada
17. Rukiew wodna (Cresson) – 7 listopada
18. Ołownicowate (Plumbago) – 8 listopada
19. Granat (Grenade) – 9 listopada
20. Brona (Herse) – 10 listopada
21. Menady (Bacchante) – 11 listopada
22. Głóg dwuszyjkowy (Azerole) – 12 listopada
23. Marzanowate (Garance) – 13 listopada
24. Pomarańcza (Orange) – 14 listopada
25. Bażant zwyczajny (Faisan) – 15 listopada
26. Pistacja właściwa (Pistache) – 16 listopada
27. Groszek bulwiasty (Macjonc) – 17 listopada
28. Pigwa pospolita (Coing) – 18 listopada
29. Jarząb pospolity (Cormier) – 19 listopada
30. Wał (Rouleau) – 20 listopada

Frimaire
1. Zerwa (Raiponce) – 21 listopada
2. Kapusta właściwa polna (Turneps) – 22 listopada
3. Cykoria (Chicorée) – 23 listopada
4. Nieszpułka (Nèfle) – 24 listopada
5. Świnia domowa (Cochon) – 25 listopada
6. Roszpunka warzywna (Mâche) – 26 listopada
7. Kalafior (Chou-fleur) – 27 listopada
8. Miód (Miel) – 28 listopada
9. Jałowiec (Genièvre) – 29 listopada
10. Kilof (Pioche) – 30 listopada
11. Woski (Cire) – 1 grudnia
12. Chrzan (Raifort) – 2 grudnia
13. Cedr (Cèdre) – 3 grudnia
14. Jodła (Sapinv) – 4 grudnia
15. Sarna (Chevreuil) – 5 grudnia
16. Kolcolist zachodni (Ajonc) – 6 grudnia
17. Cyprys (Cyprès) – 7 grudnia
18. Bluszcz (Lierre) – 8 grudnia
19. Świerk (Sabine) – 9 grudnia
20. Motyka (Hoyau) – 10 grudnia
21. Klon (Érable sucré) – 11 grudnia
22. Wrzos zwyczajny (Bruyère) – 12 grudnia
23. Trzcina pospolita (Roseau) – 13 grudnia
24. Szczaw (Oseille) – 14 grudnia
25. Świerszczowate (Grillon) – 15 grudnia
26. Szyszka (Pignon) – 16 grudnia
27. Korek (Liège) – 17 grudnia
28. Tuber (Truffe) – 18 grudnia
29. Oliwka europejska (Olive) – 19 grudnia
30. Łopata (Pelle) – 20 grudnia

### Zima
Nivôse
1. Torf (Tourbe) – 21 grudnia
2. Węgiel kamienny (Houille) – 22 grudnia
3. Smoła (Bitume) – 23 grudnia
4. Siarka (Soufre) – 24 grudnia
5. Pies domowy (Chien) – 25 grudnia
6. Lawa (Lave) – 26 grudnia
7. Okres wegetacyjny (Terre végétale) – 27 grudnia
8. Obornik (Fumier) – 28 grudnia
9. Azotan potasu (Salpêtre) – 29 grudnia
10. Cep (Fléau) – 30 grudnia
11. Granit (Granit) – 31 grudnia
12. Glina (Argile) – 1 stycznia
13. Łupek (Ardoise) – 2 stycznia
14. Piaskowiec (Grès) – 3 stycznia
15. Królik europejski (Lapin) – 4 stycznia
16. Krzemień (Silex) – 5 stycznia
17. Margiel (Marne) – 6 stycznia
18. Wapień (Pierre à chaux) – 7 stycznia
19. Marmur (Marbre) – 8 stycznia
20. Przesiewacz (Van) – 9 stycznia
21. Gips (Pierre à plâtre) – 10 stycznia
22. Chlorek sodu (Sel) – 11 stycznia
23. Żelazo (Fer) – 12 stycznia
24. Miedź (Cuivre) – 13 stycznia
25. Kot domowy (Chat) – 14 stycznia
26. Cyna (Étain) – 15 stycznia
27. Ołów (Plomb) – 16 stycznia
28. Cynk (Zinc) – 17 stycznia
29. Rtęć (Mercure) – 18 stycznia
30. Sito (Crible) – 19 stycznia

Pluviôse
1. Wawrzynek (Lauréole) – 20 stycznia
2. Mchy (Mousse) – 21 stycznia
3. Myszopłoch kolczasty (Fragon) – 22 stycznia
4. Śnieżyczka (Perce-neige) – 23 stycznia
5. Buhaj (Taureau) – 24 stycznia
6. Kalina (Laurier tin) – 25 stycznia
7. Polyporus (Amadouvier) – 26 stycznia
8. Wawrzynek wilczełyko (Mézéréon) – 27 stycznia
9. Topola (Peuplier) – 28 stycznia
10. Topór (Coignée) – 29 stycznia
11. Ciemiernik (Ellébore) – 30 stycznia
12. Brokuł (Brocoli) – 31 stycznia
13. Wawrzyn szlachetny (Laurier) – 1 lutego
14. Leszczyna południowa (Avelinier) – 2 lutego
15. Cielę (Vache) – 3 lutego
16. Bukszpan wieczniezielony (Buis) – 4 lutego
17. Porosty (Lichen) – 5 lutego
18. Cis (roślina) (If) – 6 lutego
19. Miodunka (Pulmonaire) – 7 lutego
20. Sierpak (Serpette) – 8 lutego
21. Tobołki (roślina) (Thlaspi) – 9 lutego
22. Thymele (Thimele) – 10 lutego
23. Perz (Chiendent) – 11 lutego
24. Rdest ptasi (Trainasse) – 12 lutego
25. Zającowate (Lièvre) – 13 lutego
26. Urzet barwierski (Guède) – 14 lutego
27. Leszczyna pospolita (Noisetier) – 15 lutego
28. Cyklamen perski (Cyclamen) – 16 lutego
29. Glistnik jaskółcze ziele (Chélidoine) – 17 lutego
30. Sanie (Traîneau) – 18 lutego

Ventôse
1. Podbiał pospolity (Tussilage) – 19 lutego
2. Dereń (Cornouiller) – 20 lutego
3. Lewkonia (Violier) – 21 lutego
4. Ligustr (Troène) – 22 lutego
5. Koziorożec alpejski (Bouc) – 23 lutego
6. Kopytnik (roślina) (Asaret) – 24 lutego
7. Szakłak wieczniezielony (Alaterne) – 25 lutego
8. Fiołek (Violette) – 26 lutego
9. Wierzba iwa (Marceau) – 27 lutego
10. Szpadel (Bêche) – 28 lutego
11. Narcyz (Narcisse) – 1 marca
12. Wiąz (Orme) – 2 marca
13. Dymnica (Fumeterre) – 3 marca
14. Pszonak (Vélar) – 4 marca
15. Koza domowa (Chèvre) – 5 marca
16. Szpinak (Épinard) – 6 marca
17. Omieg (Doronic) – 7 marca
18. Kurzyślad (Mouron) – 8 marca
19. Trybula leśna (Cerfeuil) – 9 marca
20. Lina (Cordeau) – 10 marca
21. Mandragora (Mandragore) – 11 marca
22. Pietruszka zwyczajna (Persil) – 12 marca
23. Warzucha (Cochléaria) – 13 marca
24. Stokrotka pospolita (Pâquerette) – 14 marca
25. Tuńczyki (Thon) – 15 marca
26. Mniszek (Pissenlit) – 16 marca
27. Zawilec gajowy (Sylvie) – 17 marca
28. Niekropień (Capillaire) – 18 marca
29. Jesion (Frêne) – 19 marca
30. Kołek (Plantoir) – 20 marca

### Wiosna
Germinal
1. Pierwiosnek (Primevère) – 21 marca
2. Platan (Platane) – 22 marca
3. Szparag (Asperge) – 23 marca
4. Tulipan (Tulipe) – 24 marca
5. Kura domowa (Poule) – 25 marca
6. Burak liściowy (Bette) – 26 marca
7. Brzoza (Bouleau) – 27 marca
8. Narcyz żonkil (Jonquille) – 28 marca
9. Olsza (Aulne) – 29 marca
10. Wylęgarnia (Couvoir) – 30 marca
11. Barwinek (Pervenche) – 31 marca
12. Grab (Charme) – 1 kwietnia
13. Morchella (Morille) – 2 kwietnia
14. Buk (Hêtre) – 3 kwietnia
15. Pszczoła (Abeille) – 4 kwietnia
16. Sałata (Laitue) – 5 kwietnia
17. Modrzew (Mélèze) – 6 kwietnia
18. Cykuta (Ciguë) – 7 kwietnia
19. Rzodkiew (Radis) – 8 kwietnia
20. Ul (Ruche) – 9 kwietnia
21. Judaszowiec (Gainier) – 10 kwietnia
22. Sałata rzymska (Romaine) – 11 kwietnia
23. Kasztanowiec pospolity (Marronnier) – 12 kwietnia
24. Rokietta siewna (Roquette) – 13 kwietnia
25. Gołębiowate (Pigeon) – 14 kwietnia
26. Lilak pospolity (Lilas) – 15 kwietnia
27. Zawilec (Anémone) – 16 kwietnia
28. Fiołek ogrodowy (Pensée) – 17 kwietnia
29. Borówka czarna (Myrtille) – 18 kwietnia
30. Nóż (Greffoir) – 19 kwietnia

Floréal
1. Róża (Rose) – 20 kwietnia
2. Dąb (Chêne) – 21 kwietnia
3. Paprocie (Fougère) – 22 kwietnia
4. Głóg jednoszyjkowy (Aubépine) – 23 kwietnia
5. Słowik rdzawy (Rossignol) – 24 kwietnia
6. Orlik (Ancolie) – 25 kwietnia
7. Konwalia majowa (Muguet) – 26 kwietnia
8. Agaricus (Champignon) – 27 kwietnia
9. Hiacynt (Hyacinthe) – 28 kwietnia
10. Grabie (Râteau) – 29 kwietnia
11. Rabarbar (Rhubarbe) – 30 kwietnia
12. Sparceta siewna (Sainfoin) – 1 maja
13. Pszonak (Bâton-d’or) – 2 maja
14. Arekowce (Chamerops) – 3 maja
15. Jedwabnik morwowy (Ver à soie) – 4 maja
16. Żywokost (Consoude) – 5 maja
17. Krwiściąg mniejszy (Pimprenelle) – 6 maja
18. Smagliczka (Corbeille d’or) – 7 maja
19. Łoboda (roślina) (Arroche) – 8 maja
20. Graca (Sarcloir) – 9 maja
21. Zawciąg (Statice) – 10 maja
22. Szachownica (Fritillaire) – 11 maja
23. Ogórecznik (Bourrache) – 12 maja
24. Kozłek (Valériane) – 13 maja
25. Karp (Carpe) – 14 maja
26. Węgiel drzewny (Fusain) – 15 maja
27. Szczypiorek (Civette) – 16 maja
28. Farbownik (Buglosse) – 17 maja
29. Gorczyca biała (Sénevé) – 18 maja
30. Kij pasterski (Houlette) – 19 maja

Prairial
1. Lucerna siewna (Luzerne) – 20 maja
2. Liliowiec (Hémérocalle) – 21 maja
3. Koniczyna (Trèfle) – 22 maja
4. Dzięgiel (Angélique) – 23 maja
5. Kaczki (Canard) – 24 maja
6. Melisa lekarska (Mélisse) – 25 maja
7. Rajgras (Fromental) – 26 maja
8. Lilia złotogłów (Martagon) – 27 maja
9. Macierzanka piaskowa (Serpolet) – 28 maja
10. Kosa (Faux) – 29 maja
11. Truskawka (Fraise) – 30 maja
12. Bukwica zwyczajna (Bétoine) – 31 maja
13. Groch (Pois) – 1 czerwca
14. Akacja (Acacia) – 2 czerwca
15. Przepiórka zwyczajna (Caille) – 3 czerwca
16. Goździk (Œillet) – 4 czerwca
17. Bez (Sureau) – 5 czerwca
18. Mak (Pavot) – 6 czerwca
19. Lipa (Tilleul) – 7 czerwca
20. Widły (Fourche) – 8 czerwca
21. Brzana pospolita (Barbeau) – 9 czerwca
22. Rumianek pospolity (Camomille) – 10 czerwca
23. Wiciokrzew (Chèvrefeuille) – 11 czerwca
24. Przytulia (Caille-lait) – 12 czerwca
25. Lin (Tanche) – 13 czerwca
26. Jaśmin (Jasmin) – 14 czerwca
27. Werbena (Verveine) – 15 czerwca
28. Macierzanka tymianek (Thym) – 16 czerwca
29. Piwonia (Pivoine) – 17 czerwca
30. Fura (Chariot) – 18 czerwca

### Lato
Messidor
1. Żyto (Seigle) – 19 czerwca
2. Owies (Avoine) – 20 czerwca
3. Cebula zwyczajna (Oignon) – 21 czerwca
4. Przetacznik (Véronique) – 22 czerwca
5. Muł (Mulet) – 23 czerwca
6. Rozmaryn lekarski (Romarin) – 24 czerwca
7. Ogórek (Concombre) – 25 czerwca
8. Czosnek askaloński (Échalote) – 26 czerwca
9. Bylica piołun (Absinthe) – 27 czerwca
10. Sierp (Faucille) – 28 czerwca
11. Kolendra siewna (Coriandre) – 29 czerwca
12. Karczoch zwyczajny (Artichaut) – 30 czerwca
13. Czapetka pachnąca (Girofle) – 1 lipca
14. Lawenda (Lavande) – 2 lipca
15. Kozica (Chamois) – 3 lipca
16. Tytoń (Tabac) – 4 lipca
17. Porzeczka (Groseille) – 5 lipca
18. Groszek (Gesse) – 6 lipca
19. Wiśnia ptasia (Cerise) – 7 lipca
20. Park (Parc) – 8 lipca
21. Mięta (Menthe) – 9 lipca
22. Kminek (Cumin) – 10 lipca
23. Fasola (Haricot) – 11 lipca
24. Alkanna (Orcanète) – 12 lipca
25. Perlice (Pintade) – 13 lipca
26. Szałwia (Sauge) – 14 lipca
27. Czosnek pospolity (Ail) – 15 lipca
28. Wyka (Vesce) – 16 lipca
29. Pszenica (Blé) – 17 lipca
30. Szałamaja (Chalémie) – 18 lipca

Thermidor
1. Pszenica orkisz (Épeautre) – 19 lipca
2. Dziewanna drobnokwiatowa (Bouillon blanc) – 20 lipca
3. Ogórek melon (Melon) – 21 lipca
4. Życica (Ivraie) – 22 lipca
5. Owca domowa (Bélier) – 23 lipca
6. Skrzypy (Prêle) – 24 lipca
7. Bylica (Armoise) – 25 lipca
8. Krokosz (Carthame) – 26 lipca
9. Jeżyna (Mûre) – 27 lipca
10. Konewka (Arrosoir) – 28 lipca
11. Proso (Panis) – 29 lipca
12. Soliród (Salicorne) – 30 lipca
13. Morela (Abricot) – 31 lipca
14. Bazylia (Basilic) – 1 sierpnia
15. Owca domowa (Brebis) – 2 sierpnia
16. Prawoślaz lekarski (Guimauve) – 3 sierpnia
17. Len (Lin) – 4 sierpnia
18. Migdałowiec pospolity (Amande) – 5 sierpnia
19. Goryczka (Gentiane) – 6 sierpnia
20. Śluza wodna (Écluse) – 7 sierpnia
21. Dziewięćsił (Carline) – 8 sierpnia
22. Kapary cierniste (Câprier) – 9 sierpnia
23. Soczewica jadalna (Lentille) – 10 sierpnia
24. Oman (Aunée) – 11 sierpnia
25. Wydry (Loutre) – 12 sierpnia
26. Mirt (Myrte) – 13 sierpnia
27. Kapusta rzepak (Colza) – 14 sierpnia
28. Łubin (Lupin) – 15 sierpnia
29. Bawełna (Coton) – 16 sierpnia
30. Młyn zbożowy (Moulin) – 17 sierpnia

Fructidor
1. Śliwa domowa (Prune) – 18 sierpnia
2. Prosownica (Millet) – 19 sierpnia
3. Lycoperdon (Lycoperdon) – 20 sierpnia
4. Jęczmień żytni (Escourgeon) – 21 sierpnia
5. Łososiowate (Saumon) – 22 sierpnia
6. Tuberoza (Tubéreuse) – 23 sierpnia
7. Jęczmień dwurzędowy (Sucrion) – 24 sierpnia
8. Trojeściowate (Apocyn) – 25 sierpnia
9. Lukrecja (roślina) (Réglisse) – 26 sierpnia
10. Drabina (Échelle) – 27 sierpnia
11. Arbuz zwyczajny (Pastèque) – 28 sierpnia
12. Fenkuł włoski (Fenouil) – 29 sierpnia
13. Berberys zwyczajny (Épine vinette) – 30 sierpnia
14. Orzech (roślina) (Noix) – 31 sierpnia
15. Pstrąg (Truite) – 1 września
16. Cytryna zwyczajna (Citron) – 2 września
17. Szczeć (Cardère) – 3 września
18. Szakłak pospolity (Nerprun) – 4 września
19. Aksamitka (Tagette) – 5 września
20. Geastrum (Hotte) – 6 września
21. Róża dzika (Églantier) – 7 września
22. Orzech (botanika) (Noisette) – 8 września
23. Chmiel (Houblon) – 9 września
24. Sorgo (Sorgho) – 10 września
25. Rakowate (Écrevisse) – 11 września
26. Pomarańcza gorzka (Bigarade) – 12 września
27. Nawłoć pospolita (Verge d’or) – 13 września
28. Kukurydza zwyczajna (Maïs) – 14 września
29. Kasztan (Marron) – 15 września
30. Kosz (Panier) – 16 września

## Dni Sankiulotów
- Święto Cnoty (La Fête de la Vertu)  – 17 września
- Święto Talentu (La Fête du Génie) – 18 września
- Święto Pracy (La Fête du Travail) – 19 września
- Święto Opinii (La Fête de l’Opinion) – 20 września
- Święto Nagród (La Fête des Récompenses) – 21 września
- Święto Rewolucji (La Fête de la Révolution) – dzień uzupełniający, występujący w latach przestępnych.

Podział roku na 12 równych miesięcy i dni dodatkowe przypominał kalendarz egipski.